# Harmadik lateráni zsinat
A harmadik lateráni zsinatot 1179-ben hívta össze III. Sándor pápa az egyház belső problémáinak megoldására. A zaklatott életű egyházfő – aki már jócskán 70 év felett járhatott – számára ez az időszak volt a diadal ideje. Gyakorlati bölcsességét mutatja, hogy a zsinat összehívását, már a velencei béke megkötésekor kilátásba helyezte. Célja az volt, hogy maga köré gyűjtve a keresztény világot, törvényeket bocsásson ki a közel húsz évig tartó szakadás idején keletkezett nehézségek, az egyházfegyelem hiányosságai és az eretnekségek ellen.
„Az első lateráni zsinat külső indítékát egyházpolitikai küzdelem, az invesztitúraharc szolgáltatta, a másodikét viszont egy skizma. A harmadik lateráni zsinat előtörténetében mindkét motívum felfedezhető.” (Hubert Jedin).
Gondos előkészületek után a XI. egyetemes zsinatot 1179. március 5-én nyitották meg, több mint ezer résztvevő jelenlétében. A zsinati atyák közül több mint 300-an püspökök voltak, zömmel itáliaiak (124 fő), angolok, spanyolok, franciák, németek, írek, skótok, bizánci latin szertartásúak (8 fő) valamint dalmátok (5 fő) . Magyarországot András kalocsa-bácsi érsek képviselte.  A számos apáton túl, követek útján majdnem minden király vagy fejedelem képviseltette magát.

## A zsinat határozatai
A harmadik lateráni zsinat mindössze két hétig tartott, ami alatt három ülésszakot tartottak. Ezek lefolyásáról szinte alig maradt fenn használható dokumentum, így a tanácskozások részleteiről, szinte semmit sem tudhatunk, csupán a „capituli” – nak nevezett 27 cikkelyből álló összegzés ismert.
Az első két határozat a közelmúlt nagy egyházszakadására reflektált. A zsinat elsőként mondta ki, – okulva az 1159-es konklávé következményeiből – hogy az érvényes pápaválasztáshoz a bíborosok szavazatának 2/3-ad része szükséges. (Ez a rendelkezés napjainkban is érvényes, azzal a módosítással, hogy 2/3+1 szavazat a minimum). A pápaválasztás megreformálása sikeres döntésnek bizonyult, mert – egy III. Sándor korabeli jelentéktelen kivételtől eltekintve (III. Ince) – egészen 1378-ig nem volt ellenpápa.
A zsinat erős kézzel avatkozott bele a püspöki kinevezések területén uralkodó anarchikus állapotokba. Többek között kimondta, hogy püspök csak 30 év feletti, törvényes házasságból származó (nőtlen) férfi lehet. Emellett bevezette a címre való felszentelés (titulus) szabályát, egyúttal kizárta titulus nélküli felszentelések lehetőségét, könnyebbé téve ezzel a mindennapi papi munkát. A 17 éves skizma idején széles körben elterjedt a szimónia is, így a zsinat gátat szabott annak, mégpedig úgy, hogy megtiltotta az egyházi méltóságok (plébánosi, püspöki stb.) halmozását. Minderről a 10. fejezet, így rendelkezik: „A szerzeteseket ne pénzért vegyék fel a monostorba.  …Ha pedig valaki, miután onnan elküldték, pénzt ad visszafogadása érdekében, ne jusson el a szent rendekre. Az pedig, aki elfogadta, a hivatalával való megfosztással bűnhődjék.”
Ezen a zsinaton átkozták ki első ízben a dél-francia (kathar) eretnekeket, és mindazokat, akik szállással kínálják őket vagy kereskednek velük.
A katharok a 12. század közepétől széles tömegeket mozgattak meg. Eszméik, a keresztes hadjáratok kapcsán, a Balkánról átszivárgott bogumil eretnekségben gyökereztek. Manicheus színezetű tanaik lebecsülték az anyagot, tagadták a feltámadást, megvetették a látható egyházat és annak intézményrendszerét, elvetették az esküt, a fegyverforgatást, a világi felsőbbséget stb. Fölöttébb szélsőségesek voltak és nem csak az egyháznak, hanem a világi társadalomnak is ártottak.
A katharok mellett előtérbe kerültek a valdensek is, akik a század végére szintén jelentős eretnekcsoporttá lettek. A zsinaton megjelentek – az akkor még csak kibontakozó eretnekség – fő képviselői („lyoni szegények”) és el akarták fogadtatni saját bibliafordításukat és prédikálási engedélyt kértek. Bár kéréseiket megtagadták, nem lettek kiközösítve.
A fentiek mellett a harmadik lateráni zsinat elrendelte, hogy minden székesegyház alkalmazzon egy tanítót a szegény klerikusok oktatására, ami a 12. századi reneszánsz egy fontos vívmánya. Kiközösítés fejében megtiltotta, hogy bárki is fegyvert vagy felszerelési anyagot juttasson a szaracénoknak; megtiltotta, hogy zsidók vagy arabok keresztény rabszolgát tartsanak stb.
Végül érdemes megemlíteni, hogy III. Sándor a zsinaton püspökké szentelt két angol és két skót klerikust, akik mindössze egy-egy lóval vagy gyalogszerrel érkeztek Rómába.  A pápa ezzel kifejezte a „szent egyszerűség” iránti csodálatát, egyúttal utat mutatott a tiszta életre.
A harmadik lateráni zsinat nem tartozik az egyháztörténelem legdominánsabb zsinatai közé, mindazonáltal megtisztította az egyházat az ellenpápák idejében ráragadt foltoktól, jelentős reformokat vitt végbe az egyházkormányzat terén.